# وودي هارلسون
وودي هارلسون (بالإنجليزية: Woody Harrelson)‏ ممثل أمريكي من مواليد 23 يوليو 1961، حاصل على جائزة الإيمي 1989 كأفضل ممثل مساند في مسلسل كوميدي عن دوره في هتافات، كما حصل على جائزة نقابة ممثلي الشاشة عام 2007 لأفضل فريق ممثلين عن دورهم في فيلم لا وطن للمسنين.

## نشأته
وُلد وودي تريسي هارلسون في مدلاند في تكساس في 23 يوليو عام 1961. نشأ مع شقيقيه جوردان وبريت في أسرة مشيخية. حُكم على والدهم بالسجن مدى الحياة بتهمة قتل القاضي الفيدرالي جون إتش وود جونيور عام 1979. ذكر هارلسون أنَّ والده نادرًا ما كان تواجد معه خلال طفولته. توفي تشارلز في سجن في الولايات المتحدة الأمريكية في 15 مارس 2007. كانت أسرة هارلسون فقيرة واعتمدت على أجر والدته. انتقل في عام 1973 إلى مدينة والدته الأصلية لبنان في ولاية أوهايو، حيث التحق بمدرسة لبنان الثانوية، تخرج منها في عام 1979. أمضى صيف عام 1979 يعمل في حديقة جزيرة الملوك. التحق بكلية هانوفر في إنديانا. حصل على شهادة البكالوريوس في المسرح واللغة الإنجليزية عام 1983.
ترافق خلال ذهابه إلى هانوفر مع مايك بينس الذي أصبح نائب الرئيس فيما بعد، وذكر لاحقًا في عام 2018: «كنت أعرفه، نعم. لقد كنا متدينين للغاية. كانت كلية دينية في ذلك الوقت، والتحقت بها بمنحة دينية، كان مشتركًا في أنشطة الكنيسة. كنت أفكر بالفعل في أن أكون وزيرًا ثم سلكت طريقًا مختلفًا إلى حد ما ... لقد أحببته كثيرًا، واعتقدت أنه كان جيدًا جدًا فهو كان متدينًا وملتزمًا».

## حياته المهنية

### التلفزيون
يعرف هارلسون بشكل واسع بعمله في مسلسل شيرز الذي عُرض على إن بي سي، وأدى دور عامل البار وودي بويد. انضم إلى فريق العمل في عام 1985 في الموسم الرابع، حيث بقي في المواسم الثمانية الأخيرة (1985-1993). ترشح هارلسون عن هذا الدور لخمس جوائز إيمي، وفاز مرة واحدة في عام 1989. حملت شخصيته اسم وودي بويد من هانوفر في إنديانا.
أجرى ستيفن كولبيرت مقابلة مع هارلسون للترويج لفيلمه (المبعوث) في حلقة 12 نوفمبر عام 2009 من العرض الكوميدي المركزي نقرير كولبيرت. عاد هارلسون إلى التلفزيون في عام 2014 وأدى دور البطولة مع ماثيو ماكونهي في الموسم الأول من مسلسل المحقق الفذ لشركة إتش بي أو، ولعب دور مارتي هارت شرطي من لويزيانا حقق في جرائم القتل التي وقعت خلال فترة زمنية مدتها 17 عامًا.
شارك هارلسون في 6 يونيو عام 2010 في لعبة كرة قدم كحملة مساعدة لليونيسف في المملكة المتحدة في ملعب أولد ترافورد في مانشستر. بُثّت المباراة مباشرة على تلفزيون آي تي في في المملكة المتحدة. دخل كبديل عن غوردون رامزي، وحصل على ركلة الجزاء الأخيرة في ركلات الترجيح بعد تعادلهم بنتيجة 2 - 2 بعد مضي 91 دقيقة. سجل هارلسون هدف الفوز في مباراة فريقه متغلبًا على فريق إنجلترا للمرة الأولى منذ بدء البطولة. ادعى في مقابلة لاحقة له أنه «لا يتذكر حتى لحظة التسجيل».
شارك هارلسون أيضًا في حملة لعبة كرم القدم عام 2012 في 27 مايو. انتهت المباراة بنتيجة 3-1 لصالح فريق إنجلترا. 

### الأفلام
استأنف هارلسون مشواره السينمائي خلال عمله على فيلم شيرز. وكان فيلمه الأول القطط البرية كوميديا كرة قدم أُنتج في عام 1986 مع غولدي هاون. عاد للتمثيل مع ويسلي سنايبس (الذي ظهر لأول مرة في فيلم القطط البرية) في فيلمه (لا يستطيع الرجال البيض القفز) لعام 1992 وفيلم (قطار المال) لعام 1995.
أدّى هارلسون دور البطولة أمام روبرت ريدفورد وديمي مور في الفيلم الدرامي (اقتراح غير لائق) في عام 1993. حقق نجاحًا في شباك التذاكر، إذ جمع في جميع أنحاء العالم أكثر من 265 مليون دولار. ثم أدى دور ميكي نوكس في فيلم أوليفر ستون (قتلة بالفطرة) ودور الدكتور مايكل رينولدز في فيلم مايكل تشيمينو (متتبع الشمس).

## حياته الشخصية
تزوج هارلسون في عام 1985 من نانسي سيمون (ابنة الكاتب المسرحي نيل سيمون) في تيخوانا. لم يريدا لزواجهما أن يكون جادًا، إذ خطط الاثنان للطلاق في اليوم التالي، ولكن أغلقت دائرة الزواج والطلاق عندما عادا إليها وبقيا متزوجين لمدة عشرة أشهر أخرى.
تزوج هارلسون من لورا لوي في عام 2008، وهي إحدى مؤسسي خدمة توصيل الأغذية العضوية يوغانيك. التقيا في عام 1987 عندما عملت كمساعدة شخصية له. عاشا في ماوي في هاواي وأنجبا ثلاثة بنات: ديني وزوي ومكاني.
حصل هارلسون على دكتوراه فخرية في الآداب الإنسانية من كلية هانوفر في عام 2014.
أحب هارلسون لعبة الشطرنج. ويعد لاعبًا هاويًا ذا معرفة بسيطة باللعبة. حضر المباراة الأولى من بطولة العالم للشطرنج في لندن في نوفمبر عام 2018، والتي كانت بين البطل النرويجي ماغنوس كارلسن ومنافسه الأمريكي فابيانو كاروانا. لعب هارلسون الخطوة الاحتفالية الأولى للعبة. كما لعب الخطوة الاحتفالية الأولى لبطولة العالم للشطرنج السابقة التي عُقدت في نيويورك في عام 2016. 

## قضايا قانونية
قُبض على هارلسون في عام 1982 بسبب سلوكه غير المنضبط في كولومبوس في أوهايو بعد أن رقص في منتصف الشارع. كما اتُهم بمقاومة الشرطة بعد أن هرب منهم. تجنب هارلسون عقوبة السجن ودفع غرامة.
قُبض على هارلسون في مقاطعة لي في كنتاكي في 1 يونيو 1996 بعد أن قام بزراعة أربع بذور من القنب كتحدي لقانون الولاية الذي لا يفرق بين القنب الصناعي والماريجوانا. وصل هارلسون إلى المقاطعة مع محاميه حاكم كنتاكي السابق لوي نون وعميل وطاقم تصوير من سي إن إن. اتصل هارلسون أثناء وجوده في فندق محلي بقائد شرطة المقاطعة جونيور كيلبورن لإبلاغه بما كان ينوي فعله. وصل كيلبورن ونائبه داني تووسند إلى الموقع حيث أبلغهم هارلسون. زرع هارلسون بذور القنب في الأرض تحت تصوير الكاميرات. وألقي القبض عليه لزراعة الماريجوانا وحجزه في سجن المقاطعة. أفرج عنه بكفالة بلغت 200 دولار في نفس اليوم. أصدر حكم ببراءته من هذه الاتهامات بمساعدة نون بعد 25 دقيقة فقط.
ألقي القبض على هارلسون في عام 2002 في لندن بعد حادثة وقعت في سيارة أجرة انتهت بمطاردة للشرطة. نُقل هارلسون إلى مركز شرطة لندن وأُفرج عنه لاحقًا بكفالة. رفضت القضية في وقت لاحق بعد أن دفع هارلسون لسائق التاكسي مبلغ 550 جنيه إسترليني (844 دولارًا). كان هذا مصدر الإلهام لفيلمه الذي حمل عنوان ضائع في لندن في عام 2017.
رفع مصور موقع تي ام زي جوش ليفين دعوى قضائية ضد هارلسون في عام 2008 بسبب عدوانيته خارج ملهى ليلي في هوليوود في عام 2006. وأظهر شريط فيديو للحادث هارلسون وهو يمسك كاميرا ويتعارك مع المصور. رفض ممثلو الادعاء في لوس أنجلوس توجيه اتهامات ضد الممثل، لكن ليفين رفع دعوى طالب فيها بتعويض قدره 2.5 مليون دولار. رفضت القضية في أبريل عام 2010. 

## من أعماله
- لا وطن للمسنين
- 7 أرطال
- زومبي لاند
- 2012
- أصدقاء مع امتيازات
- قتلة بالفطرة
- مباريات الجوع
- الآن أنت تراني
- الآن أنت تراني 2
- محقق فذ
- فينوم
- قلعة الزجاج
- كيت

### أفلام
| السنة | العنوان            | الدور |
| ----- | ------------------ | ----- |
| 2025  | الحالة الإلكترونية |       |

## مواقع خارجية
- وودي هارلسون على موقع IMDb (الإنجليزية)
- وودي هارلسون على موقع ميتاكريتيك (الإنجليزية)
- وودي هارلسون على موقع روتن توميتوز (الإنجليزية)
- وودي هارلسون على موقع مونزينجر (الألمانية)
- وودي هارلسون على موقع قاعدة بيانات الأفلام العربية
- وودي هارلسون على موقع ألو سيني (الفرنسية)
- وودي هارلسون على موقع ميوزك برينز (الإنجليزية)
- وودي هارلسون على موقع تيرنر كلاسيك موفيز (الإنجليزية)
- وودي هارلسون على موقع أول موفي (الإنجليزية)
- وودي هارلسون على موقع بوكس أوفيس موجو (الإنجليزية)